# Васенко, Андрей Богданович
Андрей Богданович Васе́нко (15 (27) декабря 1899 — 30 января 1934) — советский инженер-аэролог, конструктор стратостатов, член экипажа стратостата «Осоавиахим-1».

## Биография
Родился 15 (27) декабря 1899 года в семье петербургского инженера.
Окончил царскосельскую гимназию.
В 1918 году вступил добровольцем в Красную Армию. Беспартийный. В 1922—1927 годах учился на факультете воздушного транспорта Ленинградского института инженеров путей сообщения. Одновременно работал в Павловской аэрологической обсерватории. Преподавал аэрологию в Ленинградском институте инженеров путей сообщения. Вёл научно-исследовательские работы по аэрофотосъёмке.
Конструктор стратостата «Осоавиахим-1». Участник полёта на нём 30 января 1934 года (совместно с И. Д. Усыскиным и П. Ф. Федосеенко), когда была достигнута рекордная высота 21 946 м. При спуске оболочка стратостата разрушилась, экипаж погиб.
На утреннем заседании XVII съезда ВКП(б) 31 января 1934 г. было зачитано сообщение:

«30 января, между 15 час. 30 мин. и 17 час. дня, в Инсарском районе Мордовской области, около села Потижский Острог, в 8 км южнее станции Кадошкино, Московско-Казанской железной дороги, упал стратостат „Осоавиахим № 1“. Оболочка от удара оторвалась и улетела. В гондоле обнаружены трупы участников полёта — товарищей Федосеенко, Васенко и Усыскина. Из опросов очевидцев установлена следующая картина аварии: при падении стратостата оболочка оборвалась и при этом были слышны два взрыва. На месте обнаружены три трупа погибших товарищей, лежавшие в гондоле, один изуродованный до неузнаваемости. Все предметы и приборы, находившиеся в гондоле, разбиты. На место катастрофы для расследования выехала специальная комиссия».
2 февраля 1934 года делегаты съезда в полном составе присутствовали на похоронах, урны с прахом стратонавтов были захоронены в Кремлёвской стене.

## Награды
- Награждён орденом Ленина (посмертно).

## Память
- В память о Андрее Васенко, Павле Федосеенко и Илье Усыскине, погибших при установлении рекорда высотного полёта на стратостате «Осоавиахим-1», Воздухофлотское шоссе в Киеве в 1934—1944 годах имело название шоссе Героев Стратосферы; Железнодорожная улица бывшего города Тушина (с 1960 года в черте Москвы) в 1964 году переименована в проезд Стратонавтов;
- В память об А. Васенко названы улицы в Нижнем Новгороде, Павловске, Саранске, Санкт-Петербурге, Новороссийске;
- В 1934, в 1944 и в 1964 годах были выпущены почтовые марки СССР, посвящённые Васенко;

- Почтовая марка СССР, 1934 год
- Почтовая марка СССР, 1944 год
- Почтовая марка СССР, 1964 год

- В память об Андрее Васенко, Павле Федосеенко и Илье Усыскине, погибших при установлении рекорда высотного полёта на стратостате «Осоавиахим-1», на вокзальной площади города Саранск, Республика Мордовия, установлен памятник «Героям-стратонавтам».
- В Воронеже одна из улиц носит название ул. Героев Стратосферы.